# Næsby Sogn (Næstved Kommune)
Næsby Sogn 
ist eine Kirchspielsgemeinde (dän.: Sogn)
auf der Insel Sjælland im südlichen Dänemark.
Bis 1970 gehörte sie zur Harde Tybjerg Herred im damaligen Præstø Amt, danach zur Suså Kommune im Storstrøms Amt, die im Zuge der  Kommunalreform zum 1. Januar 2007 in der Næstved Kommune in der Region Sjælland aufgegangen ist.
Im Kirchspiel leben 346 Einwohner (Stand: 1. Januar 2023).
Im Kirchspiel liegt die Kirche „Næsby Kirke“.
Nachbargemeinden sind im Osten Tyvelse Sogn, im Südosten Glumsø Sogn und im Süden Bavelse Sogn, ferner in der nördlich benachbarten Sorø Kommune Vester Broby Sogn und Alsted Sogn.